# Violation de CP
En physique des particules, la violation de CP est une violation de la symétrie CP, c'est-à-dire de la combinaison de la symétrie C (symétrie de conjugaison de charge) et de la symétrie P (symétrie de parité). La symétrie CP indique que les lois de la physique devraient être les mêmes si une particule est échangée avec son antiparticule (symétrie C) tandis que ses coordonnées spatiales sont inversées (symétrie P, ou « miroir »). James Cronin et Val Fitch ont reçu le prix Nobel de physique en 1980 pour leur découverte en 1964 de la violation de CP dans les désintégrations des kaons neutres.
La violation de CP joue un rôle important dans les tentatives de la cosmologie pour expliquer la dominance de la matière sur l'antimatière dans l'Univers, et dans l'étude des interactions faibles en physique des particules.

## Symétrie CP
La symétrie CP, souvent appelée simplement CP, est le produit de deux symétries : C pour la conjugaison de charge, qui transforme une particule en son antiparticule, et P pour la parité, qui crée l'image miroir d'un système physique. L'interaction forte et l'interaction électromagnétique semblent invariantes sous l'opération de transformation CP combinée, mais cette symétrie est légèrement violée lors de certains types de désintégration faible. Historiquement, la symétrie CP a été proposée pour rétablir l'ordre après la découverte d'une violation de la parité dans les années 1950.
L'idée derrière la symétrie de parité est que les équations de la physique des particules sont invariantes sous une inversion miroir. Cela conduit à prédire que l'image miroir d'une réaction (telle qu'une réaction chimique ou une décroissance radioactive) se produit à la même vitesse que la réaction originale. La symétrie de parité semble être valable pour toutes les réactions impliquant l'électromagnétisme et les interactions fortes. Jusqu'en 1956, la conservation de la parité était considérée comme l'une des lois fondamentales de la conservation géométrique (avec la conservation de l'énergie et la conservation de la quantité de mouvement). Cependant, en 1956, un examen critique des données expérimentales existantes par les physiciens théoriciens Tsung-Dao Lee et Chen-Ning Yang a révélé que la conservation de la parité avait été vérifiée dans les désintégrations par les interactions fortes ou électromagnétiques, mais elle n'avait pas été testée dans les interactions faibles. Ils ont proposé plusieurs tests expérimentaux directs possibles. Le premier test basé sur la désintégration bêta des noyaux de cobalt 60 a été effectué en 1956 par un groupe dirigé par Chien-Shiung Wu et a démontré de manière concluante que les interactions faibles violent la symétrie P ou, comme l'analogie le dit, certaines réactions ne se sont pas produites aussi souvent que leur image miroir.
En général, la symétrie d'un système en mécanique quantique peut être restaurée si une autre symétrie S peut être trouvée de telle sorte que la symétrie combinée PS reste intacte. Ce point assez subtil à propos de la structure de l'espace de Hilbert a été réalisé peu de temps après la découverte de la violation de P et il a été proposé que la conjugaison de charges soit la symétrie souhaitée pour rétablir l'ordre.
En termes simples, la conjugaison de charges est une symétrie entre les particules et les antiparticules, et donc la symétrie CP a été proposée en 1957 par Lev Landau comme la véritable symétrie entre la matière et l'antimatière. En d'autres termes, un processus dans lequel toutes les particules sont échangées avec leurs antiparticules a été supposé être équivalent à l'image miroir du processus d'origine.

### Violation de CP dans le modèle standard
La violation "directe" de CP est autorisée dans le modèle standard si une phase complexe apparaît dans la matrice CKM décrivant le mélange des quarks, ou la matrice PMNS décrivant le mélange des neutrinos. Une condition nécessaire à l'apparition de la phase complexe est la présence d'au moins trois familles de quarks. Si moins de familles sont présentes, le paramètre de phase complexe peut être absorbé dans les redéfinitions des champs de quarks. Un invariant de rephasage populaire dont la disparition signale l'absence de violation de CP et se produit dans la plupart des amplitudes de violation de CP est l'invariant de Jarlskog, {\displaystyle J=c_{12}c_{13}^{2}c_{23}s_{12}s_{13}s_{23}\sin \delta \approx 3~10^{-5}.}
La raison pour laquelle une phase aussi complexe provoque une violation de CP n'est pas immédiatement évidente, mais peut être vue comme suit. Considérez n'importe quelles particules (ou ensembles de particules) {\displaystyle a} et {\displaystyle b} et leurs antiparticules {\displaystyle {\bar {a}}} et {\displaystyle {\bar {b}}}. Considérez maintenant les processus {\displaystyle a\rightarrow b} et le processus antiparticule correspondant {\displaystyle {\bar {a}}\rightarrow {\bar {b}}} avec leurs amplitudes {\displaystyle M} et {\displaystyle {\bar {M}}} respectivement. Avant la violation de CP, ces termes doivent être le même nombre complexe. On peut séparer l'amplitude et la phase en écrivant {\displaystyle M=|M|e^{i\theta }} . Si un terme de phase est introduit (par exemple) à partir de la matrice CKM, notez-le {\displaystyle e^{i\phi }} . Notez que {\displaystyle {\bar {M}}} contient la matrice conjuguée {\displaystyle M}, donc il prend un terme de phase {\displaystyle e^{-i\phi }}.
Maintenant, la formule devient :
{\displaystyle M=|M|e^{i\theta }e^{i\phi }}
{\displaystyle {\bar {M}}=|M|e^{i\theta }e^{-i\phi }}
Les taux de réaction physiquement mesurables sont proportionnels à {\displaystyle |M|^{2}} jusqu'à présent, alors rien n'est différent. Cependant, considérez qu'il existe deux itinéraires différents : {\displaystyle a{\overset {1}{\longrightarrow }}b} et {\displaystyle a{\overset {2}{\longrightarrow }}b} ou de façon équivalente, deux états intermédiaires indépendants : {\displaystyle a\rightarrow 1\rightarrow b} et {\displaystyle a\rightarrow 2\rightarrow b}. Maintenant nous avons :
{\displaystyle M=|M_{1}|e^{i\theta _{1}}e^{i\phi _{1}}+|M_{2}|e^{i\theta _{2}}e^{i\phi _{2}}}
{\displaystyle {\bar {M}}=|M_{1}|e^{i\theta _{1}}e^{-i\phi _{1}}+|M_{2}|e^{i\theta _{2}}e^{-i\phi _{2}}}
Un calcul supplémentaire donne :
{\displaystyle |M|^{2}-|{\bar {M}}|^{2}=-4|M_{1}||M_{2}|\sin(\theta _{1}-\theta _{2})\sin(\phi _{1}-\phi _{2})}
Ainsi, nous voyons qu'une phase complexe donne lieu à des processus qui se déroulent à des vitesses différentes pour les particules et les antiparticules, et CP est violé.
Du point de vue théorique, la matrice CKM est définie comme VCKM = Uu ．Ud ﹢, où Uu et Ud sont des matrices de transformation unitaires qui diagonalisent les matrices de masse de fermion Mu et Md, respectivement.
Ainsi, il existe deux conditions nécessaires pour obtenir une matrice CKM complexe :
- au moins l'un des Uu et Ud est complexe, sinon la matrice CKM sera purement réelle ;
- si les deux sont complexes, Uu et Ud ne doivent pas être identiques, c'est-à-dire que la matrice Uu ≠ Ud ou CKM sera une matrice d'identité qui est également purement réelle.

### Violation de CP directe

#### Mésons
En 1964, James Cronin, Val Fitch et ses collègues ont fourni des preuves claires à partir de la désintégration kaon que la symétrie CP pouvait être brisée. Ce travail  leur a valu le prix Nobel en 1980. Cette découverte a montré que les interactions faibles violent non seulement la symétrie de charge-conjugaison C entre les particules et les antiparticules et le P ou la parité, mais également leur combinaison. Cette découverte a choqué la physique des particules et a ouvert la porte à des questions toujours au cœur de la physique des particules et de la cosmologie d'aujourd'hui. L'absence d'une symétrie CP exacte, mais aussi le fait qu'il s'agisse presque d'une symétrie, ont créé un grand casse-tête.
Seule une version plus faible de la symétrie pouvait être préservée par des phénomènes physiques, qui étaient la symétrie CPT. En plus de la C et P, il existe une troisième opération, l'inversion du temps T, qui correspond à l'inversion du mouvement. L'invariance sous inversion temporelle implique que chaque fois qu'un mouvement est autorisé par les lois de la physique, le mouvement inversé est également autorisé et se produit au même rythme en avant et en arrière. On pense que la combinaison de CPT constitue une symétrie exacte de tous les types d'interactions fondamentales. En raison de la symétrie CPT, une violation de la symétrie CP est équivalente à une violation de la symétrie T. La violation de CP impliquait la non conservation de T, à condition que le théorème de CPT de longue date soit valide. Dans ce théorème, considéré comme l'un des principes de base de la théorie des champs quantiques, la conjugaison de charges, la parité et l'inversion du temps sont appliquées ensemble.

Schéma du boîtier oscillant Kaon.

Les deux diagrammes ci-dessus sont les diagrammes de Feynman fournissant les principales contributions à l'amplitude de l'oscillation K-K.

Le type de violation de CP découvert en 1964 était lié au fait que les kaons neutres peuvent se transformer en leurs antiparticules (dans lesquelles chaque quark est remplacé par l'antiquark de l'autre) et vice versa, mais une telle transformation ne se produit pas avec exactement la même probabilité dans les deux directions; c'est ce qu'on appelle une violation indirecte du CP. Malgré nombreuses recherches, aucune autre manifestation de violation de CP n'a été découverte avant les années 1990, lorsque l'expérience NA31 au CERN a suggéré des preuves de violation de CP dans le processus de désintégration des mêmes kaons neutres (violation directe de CP). L'observation a été quelque peu controversée et la preuve finale en est venue en 1999 de l'expérience KTeV au Fermilab et de l' expérience NA48 au CERN.
En 2001, une nouvelle génération d'expériences, incluant l'expérience BaBar au Stanford Linear Accelerator Center (SLAC)  et la Belle Experiment à la High Energy Accelerator Research Organisation (KEK)  au Japon, ont observé une violation directe du CP dans un système différent, c'est-à-dire dans les désintégrations des mésons B. Un grand nombre de processus de violation de CP dans les désintégrations du méson B ont maintenant été découverts. Avant ces expériences « B-factory », il y avait une possibilité logique que toute violation de CP se limite à la physique des kaons. Cependant, cela a soulevé la question de savoir pourquoi la violation de CP ne s'étendait pas à la force forte et, en outre, pourquoi cela n'était pas prévu par le modèle standard, malgré la précision du modèle pour les phénomènes "normaux".
En 2011, une violation de CP dans la désintégration de mésons D (mésons charmés) neutres, {\displaystyle D^{0}\rightarrow K^{-}+K^{+}} et {\displaystyle D^{0}\rightarrow \pi ^{-}+\pi ^{+}}, est suspectée par l'expérience LHCb au CERN. Elle est confortée en 2014, et définitivement prouvée en 2019 (avec un écart de 5,3 écarts types par rapport à l'hypothèse nulle).
En 2013, LHCb annonce la découverte d'une violation de CP dans la désintégration de mésons B étranges ({\displaystyle B_{s}^{0}\rightarrow K^{-}+\pi ^{+}}).

#### Baryons
En 2025, l'expérience LHCb annonce la découverte d'une violation de CP dans la désintégration de baryons Lambda bottom ({\displaystyle \Lambda _{b}^{0}\rightarrow p^{+},K^{-},\pi ^{+},\pi ^{-}}) avec un écart par rapport à l'hypothèse nulle de 5,2 écarts types. Cette asymétrie pourrait aider à expliquer pourquoi l'antimatière semble quasi absente de l'Univers,.

## Problème du CP fort
Il n'existe encore aucune violation vérifiée expérimentalement de la symétrie CP en chromodynamique quantique (CDQ), or rien ne justifie qu'elle soit conservée spécifiquement en CDQ. Ce problème, connu sous le nom de « problème du CP fort », relève de l'ajustement fin.
La CDQ ne viole pas la symétrie CP aussi facilement que la théorie électrofaible ; contrairement à la théorie électrofaible dans laquelle les champs de jauge se couplent aux courants chiraux construits à partir des champs fermioniques, les gluons se couplent aux courants vectoriels.
Les mesures expérimentales semblent exclure la possibilité d'une violation de la symétrie CP dans le domaine de la CDQ. Par exemple, une violation générique de la symétrie CP dans l'interaction forte aurait pour conséquence que le moment dipolaire électrique du neutron pourrait atteindre environ 10−18 e · m, alors que la limite supérieure expérimentale est environ 1012 fois plus petite[réf. nécessaire].
Toutefois, dans le lagrangien de la CDQ, certains termes naturels autorisent la violation de la symétrie CP.
{\displaystyle {\mathcal {L}}=-{\frac {1}{4}}F_{\mu \nu }F^{\mu \nu }-{\frac {n_{f}g^{2}\theta }{32\pi ^{2}}}F_{\mu \nu }{\tilde {F}}^{\mu \nu }+{\bar {\psi }}(i\gamma ^{\mu }D_{\mu }-me^{i\theta '\gamma _{5}})\psi }
Pour un choix non nul de l'angle θ et de la phase chirale de la masse du quark θ′ on s'attend à ce que la symétrie CP soit violée. On suppose généralement que la phase chirale de la masse du quark peut être convertie en une contribution au total de l'angle effectif θ, mais il reste à expliquer pourquoi cet angle est extrêmement petit au lieu d'être d'ordre un. La valeur particulière de l'angle θ, qui doit être très proche de zéro (dans ce cas), est un exemple de problème d'ajustement fin en physique, relevant typiquement de la physique au-delà du modèle standard.
Plusieurs solutions sont proposées pour résoudre le problème du CP fort. La plus connue est la théorie de Peccei-Quinn (en), impliquant de nouvelles particules scalaires appelées axions. Une approche plus récente et plus radicale ne nécessitant pas l'axion est une théorie impliquant deux dimensions temporelles proposée pour la première fois en 1998 par Bars, Deliduman et Andreev.

## Déséquilibre matière-antimatière
L'univers est principalement constitué de matière, plutôt que constitué de parties égales de matière et d'antimatière comme on pourrait s'y attendre. Il peut être démontré que, pour créer un déséquilibre en matière et en antimatière à partir d'une condition d'équilibre initiale, les conditions de Sakharov doivent être remplies, dont l'une est l'existence d'une violation de CP pendant les conditions extrêmes des premières secondes après le Big Bang. Les explications qui n'impliquent pas de violation de CP sont moins plausibles, car elles reposent sur l'hypothèse que le déséquilibre matière-antimatière était présent au début, ou sur d'autres hypothèses exotiques.
Le Big Bang aurait dû produire des quantités égales de matière et d'antimatière si la symétrie CP avait été préservée ; en tant que tel, il aurait dû y avoir annulation totale des deux - les protons auraient dû s'annuler avec les antiprotons, les électrons avec les positons, les neutrons avec les antineutrons, etc. Cela aurait entraîné une mer de rayonnement dans l'univers sans importance. Comme ce n'est pas le cas, après le Big Bang, les lois physiques ont dû agir différemment pour la matière et l'antimatière, c'est-à-dire violer la symétrie CP.
Le modèle standard contient au moins trois sources de violation de CP. La première, impliquant la matrice Cabibbo – Kobayashi – Maskawa dans le secteur des quarks, a été observée expérimentalement et ne peut représenter qu'une petite partie de la violation de CP requise pour expliquer l'asymétrie matière-antimatière. L'interaction forte devrait également violer CP, en principe, mais le fait de ne pas observer le moment dipolaire électrique du neutron dans les expériences suggère que toute violation de CP dans le secteur fort est également trop petite pour tenir compte de la violation de CP nécessaire dans le premier univers. La troisième source de violation de CP est la matrice Pontecorvo – Maki – Nakagawa – Sakata dans le secteur lepton. Les expériences actuelles d'oscillation de neutrinos à longue base, T2K et NOνA, pourraient être en mesure de trouver des preuves de violation de CP sur une petite fraction des valeurs possibles de la phase de Dirac violant le CP, tandis que les expériences de prochaine génération proposées, Hyper-Kamiokande et DUNE, être suffisamment sensible pour observer définitivement la violation de CP sur une fraction relativement importante des valeurs possibles de la phase de Dirac. Plus loin dans l'avenir, une usine de neutrinos pourrait être sensible à presque toutes les valeurs possibles de la phase Dirac violant le CP. Si les neutrinos sont des fermions de Majorana, la matrice PMNS pourrait avoir deux phases supplémentaires de Majorana violant le CP, conduisant à une quatrième source de violation de CP dans le modèle standard. La preuve expérimentale des neutrinos de Majorana serait l'observation d'une double désintégration bêta sans neutrino. Les meilleures limites viennent de l'expérience GERDA. La violation de CP dans le secteur du lepton génère une asymétrie matière-antimatière par un processus appelé leptogenèse. Cela pourrait devenir l'explication préférée dans le modèle standard pour l'asymétrie matière-antimatière de l'univers une fois que la violation de CP est confirmée expérimentalement dans le secteur leptonique.
Si la violation de CP dans le secteur du lepton est déterminée expérimentalement comme étant trop petite pour tenir compte de l'asymétrie matière-antimatière, une nouvelle physique au-delà du modèle standard serait nécessaire pour expliquer des sources supplémentaires de violation de CP. L'ajout de nouvelles particules et/ou interactions au modèle standard introduit généralement de nouvelles sources de violation de CP, car CP n'est pas une symétrie de la nature.
Sakharov a proposé un moyen de restaurer la symétrie CP en utilisant la symétrie T, prolongeant l'espace-temps avant le Big Bang. Il a décrit les réflexions complètes du CPT sur les évènements de chaque côté de ce qu'il a appelé la "singularité initiale". Pour cette raison, les phénomènes avec une flèche de temps opposée à t <0 subiraient une violation CP opposée, de sorte que la symétrie CP serait préservée dans son ensemble. L'excès anormal de matière sur l'antimatière après le Big Bang dans le secteur orthochrone (ou positif), devient un excès d'antimatière avant le Big Bang (secteur antichronique ou négatif) car la conjugaison de la charge, la parité et la flèche du temps sont inversées en raison du CPT réflexions de tous les phénomènes se produisant sur la singularité initiale.